# Lambermont (Luxemburg)
Lambermont is een plaats in de gemeente Muno van Florenville, gelegen in Belgische provincie Luxemburg vlak bij de grens met Frankrijk.
Deelgemeenten: Chassepierre · Florenville · Fontenoille · Lacuisine · Muno · Sainte-Cécile · Villers-devant-Orval

Overige dorpen: Azy · Conques · Laiche · Martué · Lambermont · Le Menil · Watrinsart

Belgische gemeenten · Arrondissement Virton · Luxemburg · Wallonië